# 松川哲也
松川哲也（まつかわ てつや）は、日本の男性アニメーター。 

## 主な参加作品

### テレビアニメ
- 甲虫王者ムシキング（2003年 - 2004年、作画監督）
- 交響詩篇エウレカセブン（2005年 - 2006年、原画）
- ゼーガペイン（2006年、キャラクター作画監督）
- 機動戦士ガンダム00（2007年 - 2008年、 キャラクター作画監督）
- 機動戦士ガンダム00 セカンドシーズン（2008年 - 2009年、キャラクター作画監督）
- 機動戦士ガンダムAGE（2011年 - 2012年、キャラクター作画監督）
- PSYCHO-PASS サイコパス（2012年 - 2013年、作画監督）
- ガンダム Gのレコンギスタ（2014年 - 2015年、キャラクター作画監督）
- To LOVEる -とらぶる- ダークネス 2nd（2015年、作画監督・総作画監督・原画）
- 僕のヒーローアカデミア（2016年、作画監督）
- Fairy gone フェアリーゴーン（2019年、作画監督）
- 天晴爛漫!（2020年、作画監督）
- 望まぬ不死の冒険者（2024年、作画監督）
- Unnamed Memory（2024年、作画監督）
- メダリスト（2025年、作画監督）

### 劇場アニメ
- 劇場版 機動戦士ガンダム00 -A wakening of the Trailblazer-（2010年、キャラクター作画監督）

### WEBアニメ
- 亡念のザムド（2008年、原画）